# タイプA
タイプAとは心理学の用語。
競争的でいつも急いでおり、怒りやすく攻撃的で過剰に活動的な人の性格特性を言う。周囲に認められたい欲求が強い。アメリカの医師フリードマンとローゼンマンによって発見された。タイプAの人は国や文化の違いに関係がないということがW.エバンスの研究によって示された。血液型のA型とは関係がない。タイプAの人は心臓疾患にかかりやすい。タイプAの特徴に当てはまらない人をタイプBと呼ぶ。